# STAR BOX (米米CLUBのアルバム)
『STAR BOX』（スター・ボックス）は米米CLUBのベスト・アルバム。1999年1月30日発売。発売元はSony Records（現ソニー・ミュージックレコーズ）。

## 解説
Sony Records（現ソニー・ミュージックレコーズ）が、ベスト・アルバムの廉価版として立てた企画「STAR BOX」シリーズの米米CLUB版で、10万枚の限定生産。解散後のリリースかつレコード会社の企画版ということで、メンバーの意向は一切関わりのない作品であるが、米米CLUBの基本的な代表曲を通史的に網羅している。米米を追い続けた渋谷陽一のインタビューが収録されている。

## 収録曲
1. I・CAN・BE
  - アルバム『K2C』収録ヴァージョンを収録。
2. Shake Hip!
  - 1990年発売シングル・ヴァージョンを収録。アルバム初収録。
3. sure danse
  - アルバム『K2C』収録ヴァージョンを収録。
4. 浪漫飛行
5. KOME KOME WAR
6. SO COOL
7. 君がいるだけで
8. 愛 Know マジック
9. 愛してる
  - アルバム『DECADE』収録ヴァージョンを収録。
10. 愛はふしぎさ
11. ひとすじになれない
  - アルバム『DECADE』収録ヴァージョンを収録。
12. ア・ブラ・カダ・ブラ
13. Child's days memory
14. Special Love
15. Just U